# 퀸스 갬빗
퀸스 갬빗은 다음과 같은 수로 시작하는 체스 오프닝이다.
1. d4 d5
2. c4
이 오프닝은 가장 오래된 오프닝 중 하나이며 오늘날에도 일반적으로 사용된다. 백이 c-폰을 희생하는 것처럼 보이기 때문에 전통적으로 갬빗으로 묘사되지만, 흑이 불리함 없이 폰을 유지할 수 없으므로 이는 잘못된 명칭이라고 할 수 있다. 체스 오프닝 백과사전에 D06부터 D69까지 할당되어 있다.

## 역사
퀸스 갬빗은 체스에서 가장 오래된 오프닝 중 하나이다. 1490년 괴팅겐 필사본에 언급되었고, 17세기에 조아키노 그레코에 의해 분석되었다. 18세기에는 알레포의 필립 스탐마에 의해 추천되었으며, 그의 이름을 따서 알레포 갬빗으로 불리기도 한다. 현대 체스 초창기에는 퀸 폰 오프닝이 유행하지 않았으며, 퀸스 갬빗은 1873년 비엔나 토너먼트까지는 일반적이지 않았다.
빌헬름 슈타이니츠와 지크베르트 타라시가 체스 이론을 발전시키고 포지션 플레이에 대한 인식이 높아지면서 퀸스 갬빗은 더욱 인기를 얻었으며 1920년대와 1930년대에 정점에 달했다. 1927년 세계 선수권 대회에서 호세 라울 카파블랑카와 알렉산드르 알레힌 간의 34개 게임 중 2개를 제외한 모든 게임에서 사용되었다.
제2차 세계 대전 이후 국제 체스 활동이 재개된 후에는 많은 선수들이 대칭 오프닝에서 벗어나 퀸 폰 오프닝에 대항하여 인디언 디펜스를 사용하는 경향이 있었기 때문에 덜 자주 보였다. 그러나 여전히 자주 플레이된다.

## 개요
2.c4로 백은 e2-e4로 중앙을 장악하기 위해 윙 폰(c-폰)을 중앙 폰(흑의 d-폰)과 교환하겠다고 위협한다. 흑은 폰을 지킬 수 없다. 예를 들어: 1.d4 d5 2.c4 dxc4 3.e3 b5? (흑은 폰을 지키려 하지만 3...Nf6 또는 3...e5로 발전을 추구해야 한다) 4.a4 c6? 5.axb5 cxb5?? 6.Qf3!로 기물을 따낸다.
퀸스 갬빗은 흑의 반응에 따라 크게 두 가지 범주로 나뉜다: 퀸스 갬빗 수락(Queen's Gambit Accepted, QGA)과 퀸스 갬빗 거절(Queen's Gambit Declined, QGD). 갬빗 수락(QGA)에서 흑은 2...dxc4를 두어 일시적으로 중앙을 내주고 더 자유로운 발전을 얻는다. 갬빗 거절(QGD)에서 흑은 일반적으로 d5를 유지하려고 한다. 흑은 좁아지지만, 흑은 기물을 교환하고 c5와 e5에서 폰 브레이크를 사용하여 흑의 게임을 자유롭게 하는 것을 목표로 한다.

## 변형
기술적으로 2...dxc4 (또는 초기 ...dxc4로 QGA로 전이되는 다른 라인) 이외의 흑의 모든 응수는 퀸스 갬빗 거절이지만, 슬라브 디펜스, 알빈 카운터갬빗, 치고린 디펜스는 일반적으로 별도로 취급된다. 2...e6 이후의 QGD 라인이 너무 많아서 많은 라인들이 별도의 취급을 정당화할 만큼 충분히 독특하다. 오소독스 디펜스와 타라시 디펜스가 중요한 두 가지 예시이다. (더 자세한 내용은 퀸스 갬빗 거절을 참조.)
1.d4 d5 2.c4 이후:
- 2...e6 – 퀸스 갬빗 거절 또는 QGD (ECO D30–D69). 많은 변형이 있는 주요 라인이다.
- 2...dxc4 – 퀸스 갬빗 승낙 또는 QGA (D20–D29). 퀸스 갬빗 거절보다 덜 인기 있지만, 견고한 평판을 가지고 있다.
- 2...c6 – 슬라브 디펜스 (D10–D19). 많은 변형이 매우 전술적이지만, 견고한 응수이다. 흑이 ...c6과 ...e6 (순서는 상관없음)을 모두 두면, 오프닝은 슬라브 디펜스와 오소독스 디펜스의 특성을 모두 가지며 세미슬라브 디펜스로 분류된다.
- 2...e5 – 알빈 카운터갬빗 (D08–D09), 흑이 주도권을 얻기 위한 날카로운 시도. 최고 수준의 체스에서는 드물지만, 클럽 플레이에서는 위험한 무기가 될 수 있다.
- 2...Nc6 – 치고린 디펜스 (D07) 치고린 디펜스는 QGD의 정상적인 포지션 채널에서 벗어나며, 최고 수준에서는 알렉산드르 모로제비치에게 선호되었고, 흑에게 플레이 가능한 것으로 보인다.
- 2...Bf5!? – 발틱 디펜스 (D06), 특이하지만 플레이 가능한 라인이다.
- 2...c5 – 대칭 디펜스 (D06). 거의 플레이되지 않으며, 확실히 반박되지는 않았지만 백에게 유리한 플레이로 보인다.
- 2...Nf6?! – 프랭크 마셜의 이름을 딴 마셜 디펜스 (D06). 이 수는 마셜이 처음 고안했으며, 1920년대에 잠시 플레이하다가 포기했다.
- 2...g6?! – 알레힌 아이디어[6] (D06). 백은 3.cxd5 Qxd5 (3...Nf6 4.Qa4 +/−) 4.Nc3 Qa5 5.Nf3 Bg7 6.Bd2 c6 7.e4 Qb6 8.Bc4! Bxd4 9.Nxd4 Qxd4 10.Qb3 Qg7 11.0-0 +/− (Minev)로 우위를 점할 수 있다.[7]

백이 킹스 비숍을 피앙케토하기로 선택하면, 게임은 카탈란 오프닝으로 전이된다.

## 같이 보기
- 틀:체스
- 체스 오프닝
- 클로즈드 게임
- 체스 트랩 목록

## 추가 자료
- Marović, Dražen (1992). 《Play the Queen's Gambit》. Cadogan Books. ISBN 1-85744-016-1.
- Ward, Chris (2006). 《Play The Queen's Gambit》. Everyman Chess. ISBN 1-85744-411-6.
- Schandorff, Lars (2009). 《Playing the Queen's Gambit: A Grandmaster Guide》. Quality Chess. ISBN 978-1-906552-18-3.
- Komarov, Dmitry; Djuric, Stefan; Pantaleoni, Claudio (2009). 《Chess Opening Essentials, Vol. 2: 1.d4 d5 / 1.d4 various / Queen's Gambits》. New In Chess. ISBN 978-90-5691-269-7.
- Lemos, Damian. (2015). The Queen's Gambit. Everyman Chess. ISBN 978-1781942604. 온라인 컴퓨터 도서관 센터 921240674.